# اكمة اللصم (بعدان)
اكمة اللصم

تعديل مصدري - تعديل

اكمة اللصم محلة تابعة لقرية جاحة، التابعة لعزلة بني منصور بمديرية بعدان إحدى مديريات محافظة إب في الجمهورية اليمنية، بلغ تعداد سكانها 29 حسب تعداد اليمن لعام 2004.